# 제이홀릭
제이홀릭은 대한민국의 음악 그룹이다. 2016년 싱글 《Give Love 4》로 데뷔했다.

## 방송
- 제1회 CTS 가스펠 경연대회 (2018) - 특별상

## 음반
- Give Love 4 (2016)
- Give Love 5 (2016)